# 塙保己一
塙 保己一（はなわ ほきいち、延享3年5月5日（1746年6月23日） - 文政4年9月12日（1821年10月7日））は、江戸時代の国学者で、『群書類従』『続群書類従』の編纂者。散逸していた『日本後紀』の一部分を再発見した。
幼名は丙寅にちなみ寅之助（とらのすけ）、失明後に辰之助（たつのすけ）と改める。また、一時期、多聞房（たもんぼう）とも名乗る。雨富検校に入門してからは、千弥（せんや）、保木野一（ほきのいち）、保己一（ほきいち）と改名した。総検校。贈正四位。
四男は、国学者の塙忠宝である。

## 生涯

### 生い立ち
武州児玉郡保木野村（現在の埼玉県本庄市児玉町保木野）に生まれる。塙は師の雨富須賀一の本姓を用いたもので、荻野（おぎの）氏の出自。近世に帰農した、百姓の家系であるという。父は宇兵衛、母は加美郡木戸村（現在の上里町藤木戸）の名主斎藤理左衛門家の娘きよ。弟卯右衛門（うえもん）。

### 幼少時
幼少の頃から身体は華奢で乳の飲み方も弱く、丈夫ではなかった。草花を好み、非常に物知りであったという。5歳のときに疳の病気（胃腸病）にかかったのが原因で、目痛や目やにの症状が出て徐々に視力が弱っていき、7歳の春に失明した。あるとき、虎之助のことを聞いた修験者が「生まれ年と名前の両方を変えなければ目が治らない」と進言し、名を辰之助と変え、年を二つ引いた。しかし、目痛や目やには治ったものの、視力が戻ることはなかった。その後、保己野村のすぐ近くの池田村に住む修験者の正覚房（しょうかくぼう）に「自分の弟子になれば治らぬ病気はない」と言われ、弟子入りして多聞房という名をもらうも、視力は戻らなかった。
手のひらに指で字を書いてもらい、文字を覚えた。また、手で形をさわったり匂いを嗅いだりして草花を見分けることができた。目が見えなくなってから和尚や家族から聞いた話を忘れることはなく、一言一句違わずに語ることができたほど、物覚えが良かったという。10歳になると、「江戸で学問を積んで立派な人間になりたい」と考えるようになるが、「両親が反対するだろう」と悩んだ。
宝暦7年（1757年）6月13日、母きよが過労と心痛で死去。形見としてきよのお手縫いの巾着をもらう。巾着には23文入っていた。宝暦8年（1758年）、絹商人に「太平記読み」で暮らしている人の話を聞き、江戸で学問をしたいという気持ちがいっそう募っていった。

### 江戸に出てから学問を始めるまで
宝暦10年（1760年）、15歳（年を2つ引いて「13歳」と記している場合もある）で江戸に出、永嶋恭林家の江戸屋敷のもとに身を寄せる。約3年間を盲人としての修業に費やし、17歳（2歳引くと15歳）で盲人の職業団体である当道座の雨富須賀一検校に入門し、名を千弥と改める。按摩・鍼・音曲などの修業を始めたが、生来不器用でどちらも上達せず、座頭金の取り立ても出来なかった。絶望して自殺しようとするが、直前で助けられた保己一は、雨富検校に学問への想いを告げたところ、「泥棒と博打の他は何をしても構わないが、3年間たっても見込みが立たなければ国元へ帰す」という条件付きで認められた。

### 学問の道
保己一の学才に気付いた雨富検校は様々な学問を学ばせた。保己一は書を見ることができないので、人が音読したものを暗記して学問を進めた。その学問の姿勢に感動した旗本の高井大隅守実員の奥方に、『栄花物語』40巻をもらい、初めて書物を所有した。
やがて雨富検校の隣人の旗本・松平織部正乗尹（まつだいらおりべのかみのりただ）に誘われ、ともに萩原宗固の講義を聞くことになった。乗尹は保己一に系統立てた学問をさせる必要を雨富検校に説いた。こうして宗固の門人として教えを受けることとなり、保己一は国学を学んだ。そして、宗固の勧めで漢学や神道を川島貴林に、同時に律令を山岡明阿に学んだ。また、医学を品川の東禅寺に、和歌を閑院宮に学んだ。
宝暦13年（1763年）に衆分（盲官のひとつ）になり、名を保木野一と改めた。明和3年（1766年）、雨富検校より旅費をうけ、父と一緒に伊勢神宮に詣で、京都、大阪、須磨、明石、紀伊高野山などと60日ほどにわたって旅をした。明和6年（1769年）に晩年の賀茂真淵に入門し、『六国史』などを学ぶ。安永4年（1775年）には衆分から勾当に進み、塙姓に改め、名も保己一（ほきいち）と改めた。
安永8年（1779年）、『群書類従』の出版を決意する。検校の職に進むことを願い、心経百万巻を読み、天満宮に祈願する。

### 和学講談所の開設

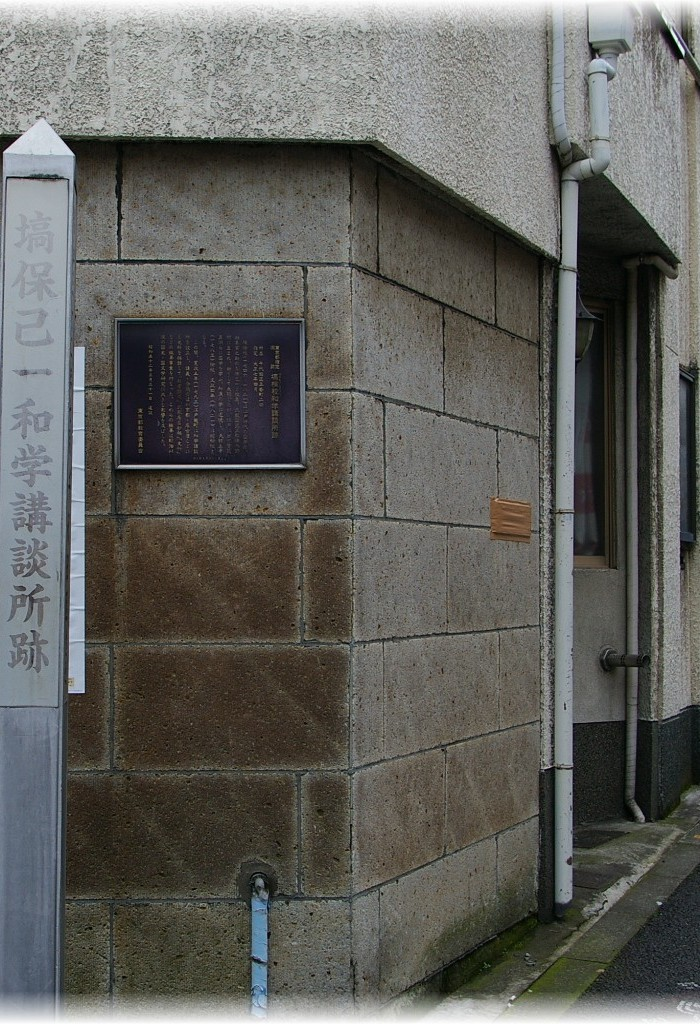
塙保己一和学講談所跡の標柱と銘板。
(東京都千代田区三番町24-13付近。現在は千代田区が設置した看板（歩道上）に置き換わっている)

天明3年（1783年）に検校となる。天明4年（1784年）、和歌を日野資枝に学ぶ。寛政5年（1793年）、幕府に土地拝借を願い出て和学講談所を開設、会読を始める。和学講談所は同年7月には林大学頭の支配をうけるようになり、準官立機関となった。
ここを拠点として記録や手紙にいたるまで様々な資料を蒐集し、文政2年（1819年）に『群書類従』666冊を完成させた。保己一が74歳のときで、34歳のときに決心してから41年後のことであった。また歴史史料の編纂にも力を入れていて『史料』としてまとめられている。この『史料』編纂の事業は紆余曲折があったものの東京大学史料編纂所に引き継がれ、現在も続けられている。同所の出版している『大日本史料』がそれである。
享和3年（1803年）には盲人一座の総録職となり、文化2年（1805年）には盲人一座十老となる。文政4年（1821年）2月には総検校になるが、同年9月に76歳で死去。幕府への正式な届けは翌年（1822年）、四男忠宝が跡を継いだ。保己一は『続群書類従』1885冊の編纂にも着手していたが、版は出来上がらず、世に出ることはなかった。

### 没後
嘉永4年（1851年）、保己一が編纂した『令義解』に女医の前例が書かれていることを根拠に女医の道が開かれ、荻野吟子が日本初の国公認の女医第一号となった。
明治元年6月、75年間続いた和学講談所が廃止された。
明治42年（1909年）、井上通泰が文部省の倉庫で『群書類従』の版木を発見し、これを管理・保存する目的で渋沢栄一、芳賀矢一、塙忠雄が温故学会を創設した。
1921年、昭和天皇が皇太子であったころ、ケンブリッジ大学を訪問した記念に『群書類従』を寄贈することを約束し、実弟である秩父宮が届けた。その他にも『群書類従』は、ドイツの博物館、ベルギーの図書館、アメリカの大学等にも贈られた。
1922年、続群書類従完成会が設立され、『続群書類従』出版事業が始まった。続群書類従完成会は、江戸時代の出版物の復刻を手掛けていた「国書刊行会」(1905年創業)を前身として創業。『群書類従』・『続群書類従』・『続々群書類従』、更に『史料纂集』の刊行を行っていたが、2006年9月閉会(倒産)。閉会時の資本金は1500万円、従業員6名であった。同会の出版事業は2007年6月より八木書店に引き継がれ、続群書類従完成会発行の書籍も八木書店から発売されている。
1954年、『群書類従』の版木が東京都重宝（現・都指定有形文化財）に指定され、1957年に国の重要文化財に指定された。
2010年より、塙保己一の生家がある埼玉県本庄市にて、障害当事者で不屈の努力を続け社会的に顕著な活躍をしている人物、又は障害者のために様々な貢献をしている人物に「塙 保己一賞」を創設。年1回の全国公募の後、表彰をしている。
2016年、本庄早稲田駅前に塙保己一誕生195周年と本庄市・児玉町合併10周年を記念して銅像が建立された。

## 逸話

### 生前

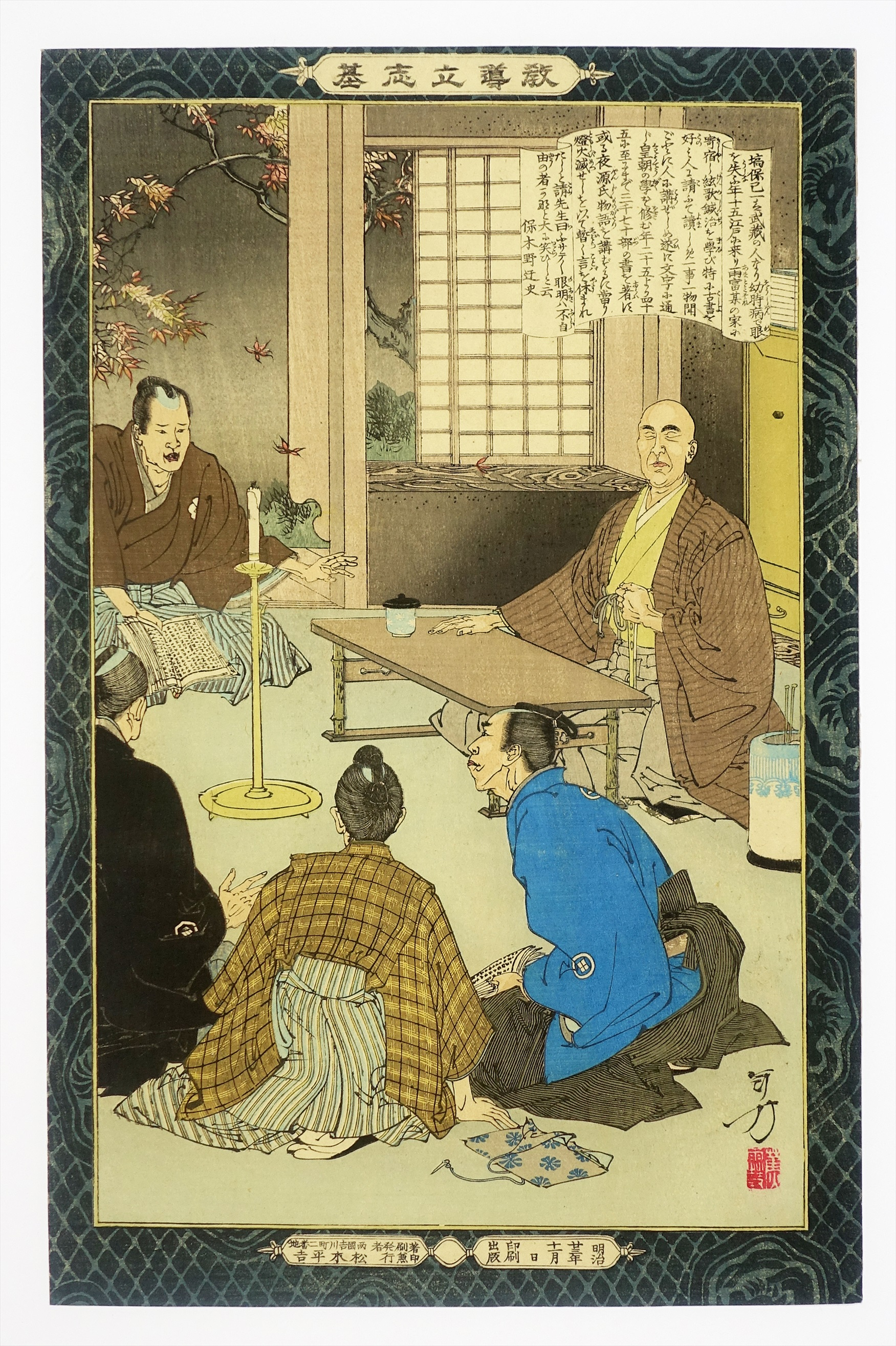
『教導立志基』「塙保己一」（水野年方筆）。『源氏物語』の講義中に蝋燭の火が消え、慌てる弟子たちに「さてさて眼明は不自由の者かな」と冗談を言った場面を描く。

- 盲目の保己一がいる番町の和学講談所へ門弟が学びに通うさまを風刺した「番町で目明き盲に道をきき」という川柳が詠まれた[4]。盲人が晴眼者に道程を聞くのが通常であるのに、番町では晴眼者が盲人の保己一から道（学問の道の意）を聴いている様を面白く読んだものである。ただしこの川柳の作者・出典は不明である。
- 保己一は、学問の神であるとされた菅原道真と、身分の低い家に生まれて天下統一を成し遂げた豊臣秀吉を尊敬していたという。
- 江戸に出るときに同行した絹商人と、同行中に「お互いに出世しよう」と励ましあい、後に、その絹商人は、根岸肥前守と名乗るようになったという出世話が語り継がれている。
- 和学講談所で『源氏物語』の講義をしているときに、風が吹いて、蝋燭の火が消えたことがあった。保己一はそれとは知らず講義を続けたが、弟子たちが慌てたところ、保己一が「目あきというのは不自由なものじゃ」と冗談を言ったという。
- すでに学者として有名だった平田篤胤、安藤野雁も、保己一の門に入った。日本外史を著した頼山陽も保己一に教えを請うた。その他、保己一の弟子は、中山信名、石原正明、屋代弘賢、松岡辰方、長野美波留などがとくに有名な学者である。
- 安永8年（1779年）から文政4年（1821年）までの43年間に、般若心経を198万回余り読んだことが記されている。43年間１日も欠かさず、毎日100回以上読んだことになる。

### 没後
- 昭和の名人と呼ばれた落語家・桂文楽が胸をわずらったことがある。不吉なものを感じた文楽は、四代目柳家小さんの妹が「拝み家」をしていたことを思いだし、彼女のところにいって占ってもらった。すると「えらい坊さんが出ました。その坊さんは塙保己一と名乗り、文楽はまだ大丈夫だと語った」とお告げが出た。そこで文楽は、保己一の墓にいってすっかり汚れている墓をきれいにした。寺の住職に過去帳をみせてもらうと、同行していた五代目柳家小さんがその系図の最後の人を指差し、「この人は軍隊のときの自分の上官です。随分なぐられました」と語った[5]。
- ヘレン・ケラーは幼少時より「塙保己一を手本にしろ」と母親より教育されていた[6]。昭和12年（1937年）4月26日、ケラーは渋谷の温故学会を訪れ、人生の目標であった保己一の座像や保己一の机に触れている。ケラーは「先生（保己一）の像に触れることができたことは、日本訪問における最も有意義なこと」「先生のお名前は流れる水のように永遠に伝わることでしょう」と語っている[6]。

## ゆかりの地

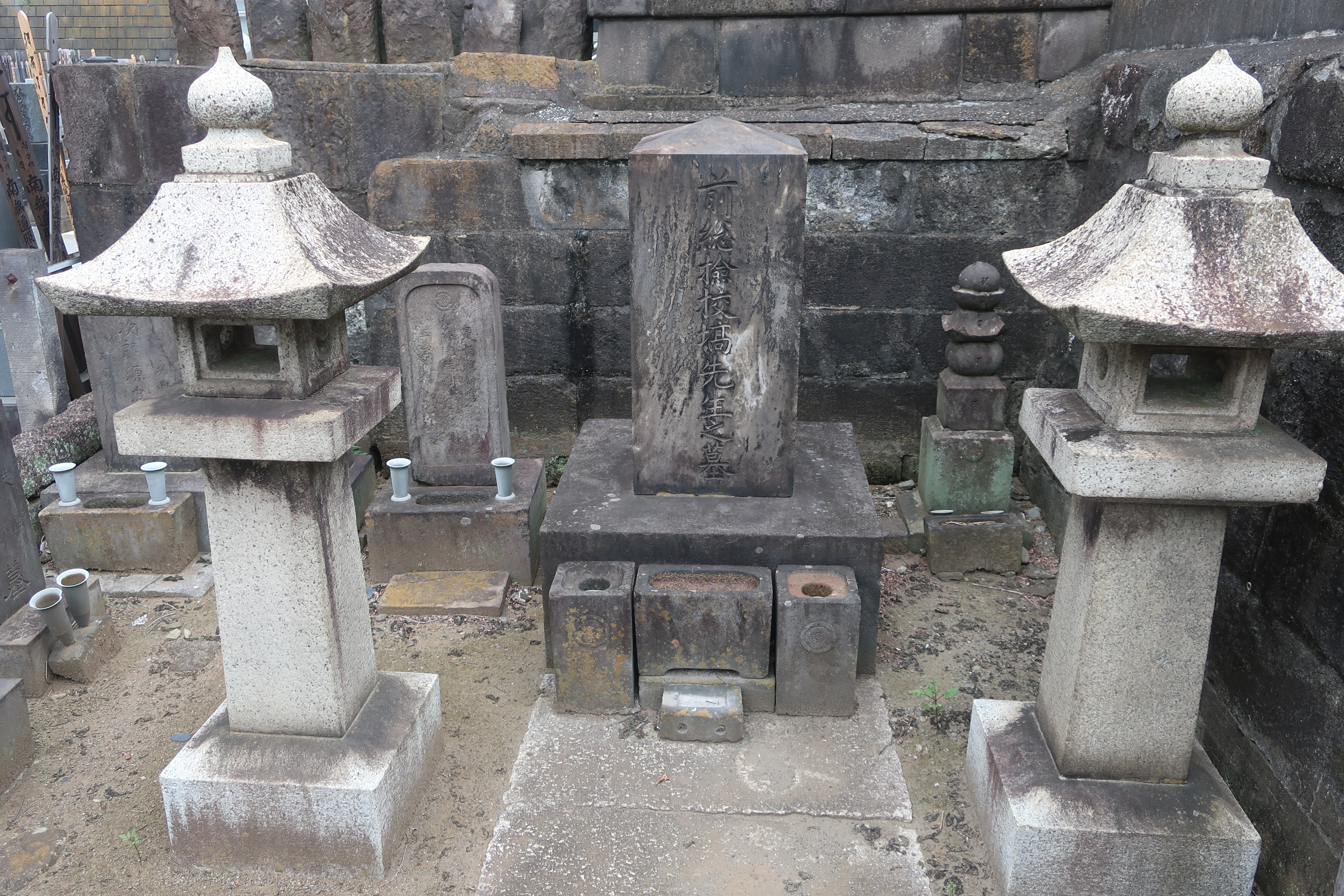
前総検校塙先生之墓（愛染院）

生家（埼玉県本庄市）は国の史跡に指定され、記念館が置かれている。墓所は東京都新宿区の安楽寺にあったが、明治以降廃寺となったため、隣の愛染院に移されている（新宿区指定史跡）。なお、本庄市には生家代々の墓所に保己一の墓（安楽寺の墓所の土を持ち帰り供養したもの）があったが、2016年に200ｍほど移動し、記念碑や公園と合わせて整備されている。

## 塙保己一賞
平成19年より埼玉県が設けている賞。塙保己一の精神を受け継いでいる個人や団体を表彰している。
第1回受賞者は大賞・本間昭雄、奨励賞・綱川泰典、貢献賞・川野楠己、特別賞・斎藤政雄

## 著書
- 『花咲松』天明8年（1788年）

『新葉和歌集』を拠所として長慶天皇の即位がなかったことを論証した書籍。集中の「御製」を全て後亀山天皇の作と誤認し、その序に「三代の御門につかへ」とあるのをもって南朝を三代と推断したことに基づく。

## 関連作品

### 小説
- 観音参りの女・塙保己一推理帖／中津文彦
- 移り香の秘密・塙保己一推理帖／中津文彦
- つるべ心中の怪・塙保己一推理帖／中津文彦
- 亥ノ子の誘拐－いのこのかどわかし－・塙保己一推理帖／中津文彦
- 枕絵の陥し穴・塙保己一推理帖／中津文彦
- 塙検校／山手樹一郎

### 映画
- 『塙保己一』 - 1928年の日本映画。監督 友成用三、主演 青木孝夫。

## 関連文献

### 学術書
- 塙保己一検校百五十年祭記念論文集編集委員会編『塙保己一記念論文集』温故学会、1971年。
- 温故学会『温故叢誌』
- 温故学会編『塙保己一研究』ぺりかん社、1981年。
- 温故学会編『塙保己一研究：中江義照記念論文集』温故学会、2004年。
- 温故学会編『塙保己一の生涯と『群書類従』の編纂：温故学会創立百周年記念出版』温故学会、2009年。
- 斎藤政雄『『和学講談所御用留』の研究』国書刊行会、1998年。ISBN 4336040532
- 斎藤政雄編著『塙保己一事歴研究：保己一に捧げた半世紀』温故学会、2008年。

### 一般図書
- 市村宏『塙保己一の生涯』日本書院、1946年。
- 山県長州『塙保己一』温故学会出版部、1956年。
- 堺正一『奇跡の人・塙保己一：ヘレン・ケラーが心の支えとした日本人』埼玉新聞社、2001年。ISBN 487889220X
- 堺正一『今に生きる塙保己一：盲目の大学者に学ぶ』埼玉新聞社、2003年。ISBN 487889248X
- 堺正一『塙保己一とともに：ヘレン・ケラーと塙保己一』はる書房、2005年。ISBN 4899840705
- 堺正一『埼玉の三偉人に学ぶ』埼玉新聞社、2006年。ISBN 4878892803
- 堺正一『素顔の塙保己一：盲目の学者を支えた女性たち』埼玉新聞社、2009年。ISBN 9784878893087
- 堺正一『続塙保己一とともに：いまに"生きる"盲偉人のあゆみ』はる書房、2010年。ISBN 9784899841173
- 花井泰子『塙保己一の生涯：眼聴耳視』柏プラーノ、1996年。ISBN 4906510590 保己一生誕250年を記念して出版。

### 映像
- 彫ラレタ記憶（VHS）紀伊国屋書店
- CD-ROM「群書類従」大空社